# Faun, einer Amsel zupfeifend
Faun, einer Amsel zupfeifend ist ein Gemälde des Schweizer Malers Arnold Böcklin aus dem Jahr 1863, das heute der Bayerischen Staatsgemäldesammlung gehört und sich in der Neuen Pinakothek in München befindet.
1919 erwarb das Niedersächsische Landesmuseum Hannover aus der Sammlung Baron Friedrich von Westenholz, Hamburg, das in einer zweiten Version 1864/65 von Böcklin gemalte Bild Faun, einer Amsel zupfeifend.

## Beschreibung
Das Gemälde zeigt einen Faun, der in einer Senke auf dem Rücken liegt. Das linke Bein ist über das andere gelegt. Die rechte Hand ruht auf dem Knöchel des angewinkelten Beines. Links über ihm sitzt auf einem belaubten Zweig eine Amsel, die sich vor dem hellen Bildhintergrund scharf abhebt. Die linke Hand des Fauns ist erhoben. Die Finger sind gespreizt und scheinen die Bewegung des Schnabels nachzuahmen. Der Kopf des Fauns ist nach hinten gestreckt und leicht angehoben, die Lippen sind gespitzt, so dass für den Betrachter der Eindruck entsteht, als beobachte er Faun und Amsel während einer Zwiesprache. Links der Bildmitte öffnet sich ein dunkler Eingang, der offenbar zu einer Höhle führt.
Auf der zweiten Fassung des Bildes, im Bestand des Niedersächsischen Landesmuseums, Hannover,  ist im rechten Vordergrund zusätzlich ein Notenblatt zu sehen, auf dem eine Flöte abgelegt wurde. Der Faun streckt beide Arme nach oben. Mit den Händen schnippst er der Amsel zu. Die Amsel hat die Flügel ausgebreitet. Der Maler will mit seinem Bild die Elemente Erde und Luft miteinander verknüpfen.
Das Notenblatt trägt den Titel „Hopser“, das soll ironisch die Thematik des Bildes begleiten.

## Einordnung
Böcklins Faun, einer Amsel zupfeifend zählt zu den mythologischen Bildern des Malers. Die Szene zeigt ein abgeschlossenes Stück Natur, dem alle räumlichen und zeitlichen Bezüge fehlen. Die Szene wirkt heiter, der bocksfüßige Halbgott, der als Herr über die Wildnis gerne zum Zeitvertreib vorbeiziehenden Hirten und Herden panischen Schrecken einjagt, ist hier beim Müßiggang dargestellt.